# Květomil černohlavý
Květomil černohlavý (Chlorophanes spiza) je druh malého pěvce z čeledi tangarovití, z monotypického rodu Chlorophanes. Tvoří několik poddruhů: Ch. s. argutus, Ch. s. axillaris, Ch. s. caerulescens, Ch.s . exsul, Ch. s. guatemalensis a Ch. s. spiza. V souvislosti s květomilem černohlavým bývá zmiňován i květomil purpurový, což je oficiálně neexistující druh, ale zároveň se jedná o hybrida květomila černohlavého a modrého nebo pitpita modrého. Například rakouský ornitolog Carl Hellmayr ho však ve své práci Catalogue of birds of the Americas and the adjacent islands považuje za vlastní druh.

## Popis
Jedná se o drobného zpěvného ptáka, jehož délka těla se pohybuje mezi 13 a 14 cm. Hmotnost bývá 14 až 16 g, v závislosti na potravě a jejím množství. Pohlavní dimorfismus je výrazný.
Pohlaví lze nejlépe rozeznat podle zbarvení peří, přičemž samice jsou světle zelené s ojedinělým černým peřím na křídlech a ocasu, také mají hnědé duhovky. Samci mají na většině těla tyrkysovou barvu, místy je ojediněléšedé nebo tmavě hnědé peří. Neodmyslitelná je také černá čepička, díky které vznikl současný český název tohoto druhu. Typickým znakem květomilů černohlavých je zobák podobný kolibříkům, kterým dokáží vysávat nektar z květin. Horní část zobáku je delší, černá, na konci mírně zahnutá, dolní část je zářivě žlutá a kratší. U samic je žlutá barva na zobáku méně výrazná. Mladí jedinci se podobají samicím, pohlaví lze bezpečně rozeznat až po prvním přepeřování, které probíhá před dovršením jednoho roku. Ozývají se vysokým a znělým čipi-čip.

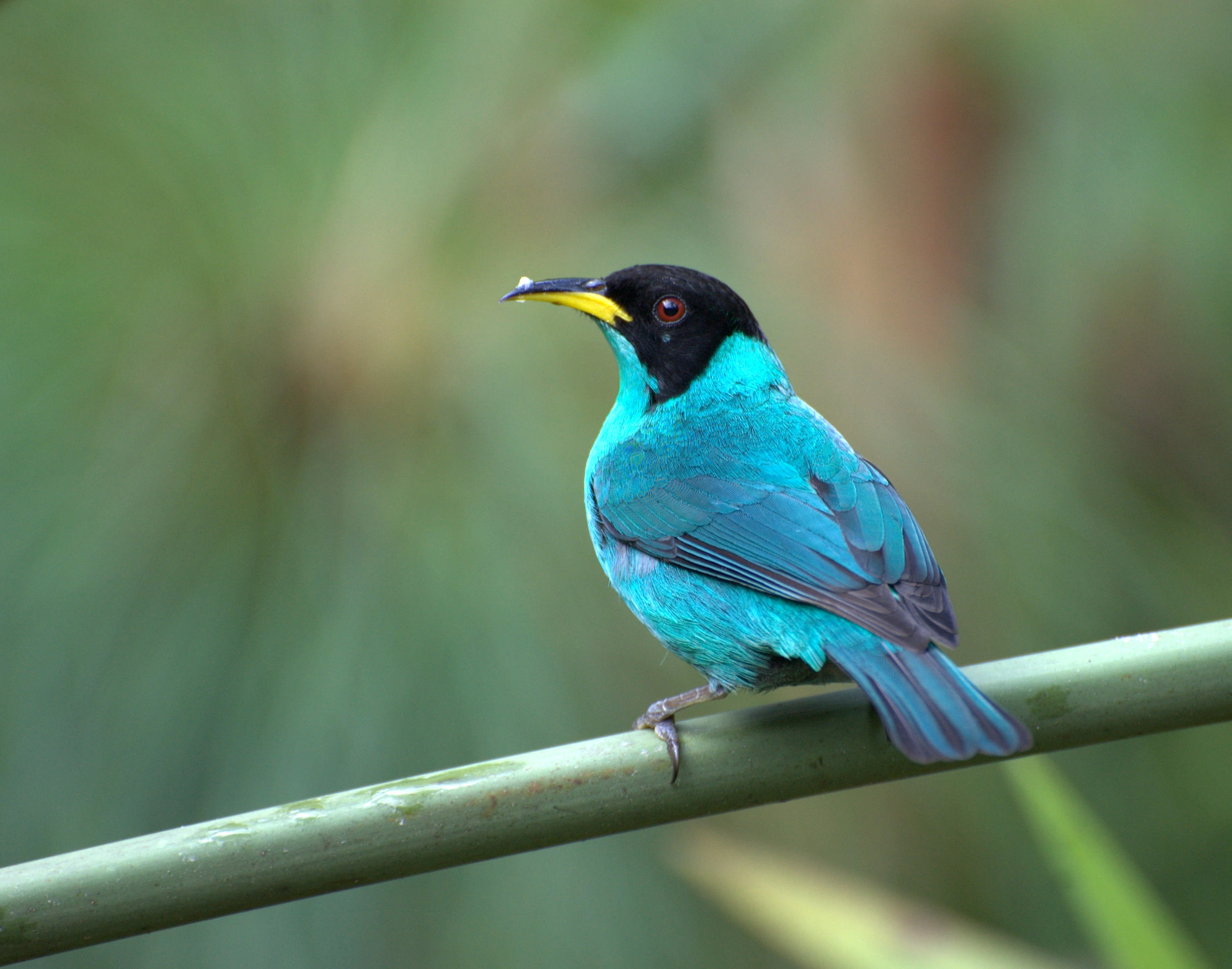
Květomil černohlavý v Brazílii

## Výskyt a populace
Květomil černohlavý je poměrně rozšířený a hojný pták, kterého IUCN označuje jako málo dotčeného, tedy nechráněného. Najdeme jej téměř v celé Střední Americe a v severní části Jižní Ameriky, především pak v Guatemale, Hondurasu, Nikaragui, Belize, Brazílii, Kostarice a Panamě. Vhodné prostředí pro něj jsou deštné lesy nebo jejich okraje. Vhodné prostředí ale musí být hlavně rozsáhlé.
Největší hrozbou pro květomily je znečišťování životního prostředí a masovým kácením deštného pralesa, kde jsou nejlepší podmínky pro jejich přežití. Nemají žádné přirozené dravce, avšak pokud jedinec sestoupí ze stromů na zem, jsou jeho největším nepřítelem hadi.

## Ekologie
Květomil se krom nektaru živí hlavně přezrálým ovocem, ale také drobným létavým hmyzem. V době hnízdění je procento hmyzu na jejich jídelníčku vyšší. Nesdružují se do hejn, většinou žijí ve dvojicích, ale protože se nejedná o teritoriální druh, můžeme i na malém území najít více dvojic. Hnízdění většinou probíhá od dubna do července. Samice v této době staví miskovité hnízdo na stromech, většinou ve výšce do 3 m. Do tohoto hnízda pak snese dvě hnědě kropenatá vejce, která sama inkubuje po dobu asi dvou týdnů. Samec mezitím shání pro družku potravu a hlídá ji i mláďata.
V evropských chovech se tito ptáci vyskytují jen vzácně.